# Farkas Kati
Farkas Kati (Budapest, 1966. június 2. –) magyar színésznő, koreográfus.

## Életpályája
A kőbányai Szent László Gimnáziumban érettségizett. Musicalszínésznőnek készült. Angol tolmácsként dolgozott egy japán cégnél, mellette esténként művészi tornára járt, és táncolni tanult. 1983-ban jelentkezett a Ki mit tud?-ra és a jazz-balett kategóriában győzött. Jutalmul láthatta Kubát, és sorra hívták tévéműsorokba táncolni, később koreografálni. 1986-tól a Színház- és Filmművészeti Főiskola hallgatója volt, a Kazán István és Versényi Ida által vezetett operett-musical osztályban. Főiskolásként a Rock Színházban is fellépett. Színészi diplomáját 1989-ben kapta meg. 
Pályáját a Vidám Színpadon kezdte táncosként és diplomás színésznőként is ide szerződött, de játszott a Fővárosi Operettszínházban és a Jurta Színházban is. Közben sikeres felvételt nyert a bécsi Theater an der Wien musical iskolájába, ahol 1991-ben végzett. Ausztriában és Svájcban turnékon vett részt. Több német nagyváros (Düsseldorf, Duisburg, Osnabrück, Essen, Köln stb.) színházában szerepelt. Németországban él. A táncos-, énekesi- és színészi feladatai mellett koreográfiákat is készít.

## Fontosabb színházi szerepeiből
- Thornton Wilder – Michael Stewart – Jerry Herman: Hello, Dolly... Mrs. Levi (Dolly)
- John Kander – Fred Ebb – Bob Fosse: Chicago... Morton mama; Roxie
- Kabos-show (Vidám Színpad)
- Neil Simon: Furcsa pár... Cecily (Pinceszínház)
- Vaszary Gábor: Az ördög nem alszik... Patsy (Vidám Színpad)
- Görgey Gábor Szexbogyó... Nana, a lány (Vidám Színpad)
- Ray Cooney: Délután a legjobb... Szobalány (Vidám Színpad)
- Peter Stone – Billy Wilder – I. A. L. Diamond: Van aki forrón szereti... Olga (Vidám Színpad)
- Alfonso Paso: Ön is lehet gyilkos... Noémi (Vidám Színpad)
- Richard Rodgers – Oscar Hammerstein: Carousel... Louise (Fővárosi Operettszínház)
- Népliget story... szereplő (Jurta Színház)

Német nyelvű szerepeiből:
- Andrew Lloyd Webber: Starlight Express... Ashley
- Andrew Lloyd Webber: Cats (Macskák)... Bombalurina; Gimbgömb
- Claude-Michel Schönberg: Les Misérables (Nyomorultak)... Mme Thénardier
- Steve Margoshes: Fame (Hírnév)... Miss Bell

## Film, tv
- Televarieté (show műsor)
- Jávor Pál (nosztalgia-show)
- Könyörgés (1989)
- Én és a kisöcsém (1989)... Anni
- Alapképlet (1989)

## Lemez (CD)
- CD Farkas, Kati – Summer ? Samba ??[1]